# Chalcis obtusedentata
Chalcis obtusedentata is een vliesvleugelig insect uit de familie bronswespen (Chalcididae). De wetenschappelijke naam is voor het eerst geldig gepubliceerd in 1863 door Costa.